# Thymbris rieki
Thymbris rieki är en insektsart som beskrevs av Evans 1966. Thymbris rieki ingår i släktet Thymbris och familjen dvärgstritar. Inga underarter finns listade i Catalogue of Life.